# Yoshiki Yamamoto
Yoshiki Yamamoto (japanisch 山本 祥輝 Yamamoto Yoshiki; * 16. November 1994 in der Präfektur Osaka) ist ein japanischer Fußballspieler.

## Karriere
Yamamoto erlernte das Fußballspielen in der Schulmannschaft der Kokoku High School. Seinen ersten Vertrag unterschrieb er 2013 bei Kataller Toyama. Der Verein spielte in der zweithöchsten Liga des Landes, der J2 League. 2014 wurde er an den Verspah Ōita ausgeliehen. 2015 kehrte er zum Drittligisten Kataller Toyama zurück. Für den Verein absolvierte er 16 Ligaspiele. Ende 2015 beendete er seine Karriere als Fußballspieler.